# Жан Таро
Жан Таро́ (справжнє ім'я Шарль Таро́ — фр. Jean Tharaud, Charles Tharaud, * 9 травня 1877, Сен-Жуньєн, Верхня В'єнна, Франція — † 8 квітня 1952, Париж) — французький письменник, лауреат Ґонкурівської премії (1906, разом із братом Жеромом Таро). Член Французької академії.

## Біографія
Жан Таро, як і його брат Жером (1874 — 1953), народився в регіоні Лімузен. Їх охрестили Шарлем та Ернестом. Згодом Шарль Пеґі запропонував їм змінити імена й назватися Жеромом (на честь біблійного пророка Єремії та Жаном (на честь апостола і євангеліста Іоанна. Коли 1880 року помер батько братів, мати разом з дітьми переселилася до свого батька — директора Анґулемського імперського ліцею. Жан закінчив цей ліцей.
З 1901 року до початку Першої світової війни він працював секретарем у Моріса Барреса.
1898 року вийшов у світ перший твір Жерома й Жана  — «Кволий носильник». Після того вони опублікували в журналі Cahiers de la Quinzaine численні оповідання, повісті й романи, у тому числі й «Дінґлі, славетний письменник». 1906 року за цей роман, у якому критикуються погляди Редьярда Кіплінґа та засади британського імперіалізму, присуджено Ґонкурівську премію.
У цих двох письменників на все життя збереглася прив'язаність до рідного краю. 1922-го через поганий догляд зруйнувалася дзвіниця церкви в Сен-Жуньєні, і вони зібрали чимало грошей на ремонт. Робили це охоче, адже в цій церкві охрестили їх обох.
Брати́ Таро упродовж п'ятдесяти років писали разом. Подавав ідею й починав писати зазвичай молодший Жан, а старший Жером відповідав за те, щоб довести річ до пуття. Невтомні мандрівники, вони побували в багатьох країнах — Палестині, Ірані, Марокко, Румунії, звідки привозили матеріал для репортажів і белетристичних творів. Серед усього виділяються дві серії: марокканська — «Рабат, або Марокканські години», «Маракеш, або Володарі Атласу», «Фес, або Буржуазія ісламу», «Ніч у Фесі» й іспанська — «Іспанські зустрічі», «Страсний тиждень у Севільї» і «Жорстока Іспанія». Велику увагу ці письменники приділяли євреям, їхній культурі та релігії. До творів на цю тему належать, зокрема, «Бар-Кошба», «Тінь хреста», «Коли Ізраїль — король», «Розмова про Ізраїль», «Наступний рік у Єрусалимі», «Саронська троянда», «Коротка історія євреїв», «Коли Ізраїль не король», «Наступний рік у Єрусалимі», «Біля Стіни Плачу».
З решти творів варто згадати такі, як «Світло», «Дрібна шляхта», «Пані-служниця», «Кохані» та «Двозначне признання» — їхню останню книжку, що вийшла в 1951-му, а також твори, присвячені їхнім учителям і побратимам у літературі: «Для вірних Пеґі», «Наш любий Пеґі», «Душа Пеґі», «Мої роки в Барреса», «Для вірних Барресу».
Свого часу братів Таро звинуватили за дух конформізму під час Другої світової війни. Були також звинувачення у расизмі (зокрема, за розділ «Марокканське ґетто» книжки «Маракеш, або Володарі Атласу», перевиданої в 1939 році), антисемітизмі та у прославлянні колоніалізму.
Обох братів обрали членами Французької академії, спершу Жерома у 1938-му. У книжці La Vieille Dame du quai Conti («Стара пані з набережної Конті») історик Ле Дюк де Кастрі (Le Duc de Castries) пише, що кандидатура Жерома Таро викликала в академіків сумніви, бо ж, власне кажучи, цей письменник — не що інше, як «половина автора»… Зрештою, зупинилися на тому, що у лави «безсмертних» спершу виберуть Жерома, а згодом, коли буде нагода, і Жана.
Після Другої світової війни ця нагода трапилася. 14 лютого 1946 року Жан разом із Ернестом Сеєром, Рене Ґруссе, Октавом Обрі й Робером Аркуром став членом Французької академії. 12 грудня 1946 року Луї Мадлен передав йому крісло № 4, що звільнилося після Луї Бертрана.
Письменник був одружений з Елен Таро, до шлюбу Вассер (*1910 — 1939). Могила цього подружжя — на цвинтарі Сен-Луї де Версай, що у Версалі.

## Твори
- Le Coltineur débile (1898) — «Кволий носильник»
- La Lumière (1900) — «Світло»
- Dingley, l'illustre écrivain [Архівовано 6 вересня 2011 у Wayback Machine.] (1902, Ґонкурівська премія (1906)) — «Дінґлі, славетний письменник»
- Les Hobereaux (1904) — «Дрібна шляхта»
- L'Ami de l'ordre (1905) — «Любитель порядку»
- La Ville et les Champs (1906) — «Місто і поля»
- Les Frères ennemis (1906) — «Брати-вороги»
- Bar-Cochebas (1907) — «Бар-Кошба»
- Déroulède (1909) — «Дерулед»
- La Maîtresse servante (1911) — «Пані-служниця»
- La Fête arabe (1912) — «Арабське свято»
- La bataille de Scutarie d'Albanie (1913) — «Битва під Скутарі»
- La Tragédie de Ravaillac (1913) — «Трагедія Раваяка»
- La Mort de Déroulède (1914) — «Смерть Деруледа»
- Paul Déroulède (1914) — «Поль Дерулед»
- La Vie et la Mort de Déroulède (1914) — «Життя і смерть Деруледа»
- L'Ombre de la croix (1917), Plon 1920 — «Тінь хреста»
- Rabat, ou les heures marocaines (1918) — «Рабат, або Марокканські години»
- Relève (1919) — «Зміна»
- Marrakech ou les seigneurs de l'Atlas (1920) — «Маракеш, або Володарі Атласу»
- Quand Israël est roi, Plon (1921) — «Коли Ізраїль — король»
- L'invitation au voyage (1922) — «Запрошення подорожувати»
- La randonnée de Samba Diouf (1922) — «Довга прогулянка Самби Діуфа»
- La Maison des Mirabeau (1923) — «Дім родини Мірабо»
- Le Chemin de Damas (1923) — «Дамаський шлях»
- Un drame de l'automne (1923) — «Осіння драма»
- L'An prochain à Jérusalem (1924) — «Наступний рік у Єрусалимі»
- Au Mur des Pleurs (1924) — «Біля Стіни Плачу»
- Un grand maître n'est plus (1924) — «Уже немає великого вчителя»
- Monsieur France, Bergeret et Frère Léon (1925) — «Месьє Франс, Бержере і Брат Леон»
- Rendez-vous espagnols (1925) — «Іспанські зустрічі»
- Un royaume de Dieu (1925) — «Царство Боже»
- Causerie sur Israël (1926) — «Розмова про Ізраїль»
- Notre cher Péguy (1926) — «Наш любий Пеґі»
- La Semaine sainte à Séville (1927) — «Страсний тиждень у Севільї»
- L’âme de Péguy (1926) — «Душа Пеґі»
- En Bretagne (1927) — «У Бретані»
- La rose de Saron (1927) — «Саронська троянда»
- Petite histoire des Juifs (1927) — «Коротка історія євреїв»
- Noёl aux Deux-Magots (1927) — «Різдво у кафе „Два маґо“»
- Mes années chez Barrès (1928) — «Мої роки в Барреса»
- La promenade de Sion-Vaudémont (1928) — «Прогулянка в Сіон-Водемоні»
- La Reine de Palmyre (1928) — «Королева Пальміри»
- La séduction provençale (1928) — «Провансальська спокуса»
- La Chronique des frères ennemis (1929) — «Хроніка братів-ворогів»
- Fès ou les bourgeois de l'Islam (1930) — «Фес, або Буржуазія ісламу»
- L'Empereur, le philosophe et l’évêque (1930) — «Імператор, філософія і єпископ»
- La nuit de Fès (1930) — «Ніч у Фесі»
- L'Oiseau d'or (1931) — «Золотий птах»
- Les bien-aimées (1932) — «Кохані»
- Paris-Saïgon dans l'azur (1932) — «Париж — Сайгон у блакиті»
- La Fin des Habsbourg (1933) — «Кінець Габсбурґів»
- La Jument errante (1933) — «Мандрівна кобила»
- Histoires vraies (1933) — «Правдиві історії»
- Quand Israël n'est plus roi, Plon 1933 — «Коли Ізраїль не король»
- Vienne la rouge (1934) — «Червоний Відень»
- Versailles (1934) — «Версаль»
- Les Mille et un jours de l'Islam : Les cavaliers d'Allah (1935) — «Тисяча і один день ісламу : вершники Аллаха»
- Le Passant d’Éthiopie (1936) — «Прохожий із Ефіопії»
- Cruelle Espagne (1937) — «Жорстока Іспанія»
- Alerte en Syrie (1937) — «Тривога в Сирії»
- Les Mille et un jours de l'Islam : Les grains de la grenade (1938) — «Тисяча і один день ісламу: зернята граната»
- L'Envoyé de l'Archange (1939) — «Посланець архангела»
- Les contes de la Vierge (1940) — «Казки Діви»
- Les Mille et un jours de l'Islam : Le rayon vert (1941) — «Тисяча і один день ісламу: зелений промінь»
- Contes de Nôtre Dame (1943) — «Казки Богоматері»
- Il était un petit navire (1944) — «Був собі кораблик»
- Pour les fidèles de Barrès (1944) — «Для вірних Барресу»
- Vers d'almanach (1944) — «Вірш із альманаху»
- Le Miracle de Théophile (1945) — «Чудо Теофіля»
- Fumées de Paris et d'ailleurs (1946) — «Дими з Парижа і звідусіль»
- Vieille Perse et jeune Iran (1947) — «Стара Персія і молодий Іран»
- Les Enfants perdus (1948) — «Втрачені діти»
- Pour les fidèles de Péguy (1949) — «Для вірних Пеґі»
- La Double confidence (1951) — «Двозначне признання»
- Les Mille et un jours de l'Islam : La chaîne d'or (1950) — «Тисяча і один день ісламу: золотий ланцюг»

## Нагороди і відзнаки
- Ґонкурівська премія (1906, разом із братом — Жеромом Таро)
- Велика літературна премія Французької академії наук (1919, разом із братом — Жеромом Таро)
- Орден Почесного легіону
- Іменем братів Таро названо вулицю в Сен-Сипр'єні (Східні Піренеї)